# Should a Mother Tell?
Should a Mother Tell? er en amerikansk stumfilm fra 1915 af J. Gordon Edwards.

## Medvirkende
- Betty Nansen - Marie Baudin
- Stuart Holmes - Gaspard Baudin
- Jean Sothern - Pamela Baudin
- Arthur Hoops - Baron Gauntier
- Claire Whitney - Baroness Gauntier